# 福島市道53号方木田太田町線
福島市道53号方木田太田町線（ふくしましどう53ごう ほうきだ おおたまち せん）は、福島県福島市にある一級市道である。

## 概要
- 起点：福島市方木田字前川原7-7（国道115号福島西バイパス交点）
- 終点：福島市太田町179-1（JR福島駅西口駐輪場前）
- 延長：1.6611 km
- 路線認定年月日：1983年2月8日[1]

JR東北新幹線の西側高架下に沿い、国道115号と福島駅西口の目の前とを結ぶ路線である。あづま橋北詰より太田町ガード西口までの区間は下り（北向き）方面一方通行での2車線路となり、その他の区間は片側1車線となっている。歩道は下り線側（西側）にしか設置されていない。一方通行区間の新幹線高架を挟んで東側には福島市道60285号矢剣町太田町2号線が上り（南向き）一方通行2車線の街路として存在し、事実上の対向4車線区間となっている。

## 接続路線
- 国道115号福島西バイパス（方木田字前川原　起点））
  - 方木田跨線橋との立体交差により直接の接続は無く、他の市道を介した猪苗代方面へのハーフインター状の接続である。
- 福島市道70605号南町佐倉下線（旧国道115号）（方木田字葉ノ木立）
- 福島市道33号矢剣町鳥谷下町線（矢剣町　矢剣ガード西口）
- 福島市道60259号中町太田町線（旧高湯街道）（太田町　太田町ガード西口）
- 福島県道70号福島吾妻裏磐梯線（太田町）
  - あづま陸橋との立体交差により直接の接続は無く、他の市道を介した行き来となる。また陸橋下の交差点部は上り（南向き）方向への一方通行であり、北進するには迂回が必要。

## 道路施設
あづま橋（荒川）

## 沿線
- JR東北新幹線・東北本線
  - 福島駅西口
- 福島ガス
- JRバス東北福島支店
- 仙建工業福島支店
- 雷神社
- アパホテル福島駅前